# Biotopo torbiera di Casasola
La Torbiera di Casasola è un biotopo del Friuli-Venezia Giulia istituito come area naturale protetta nel 1998.
Occupa una superficie di 48,4 ha nella provincia di Udine.